# FC Démoni Česká Lípa
FC Démoni Česká Lípa je český futsalový klub z České Lípy. V sezónách 2015/16 až 2022/2023 působil v nejvyšší české futsalové lize. Založen byl v roce 2005. V sezóně 2012/13 se klub zúčastnil poprvé ve své historii první celostátní ligy. V ní klub ovšem s jedním bodem na posledním dvanáctém místě sestoupil opět do druhé ligy. V roce 2023 se klub rozhodl odejít z nejvyšší soutěže a tak od sezóny 2023/2024 hraje Divizi, tedy 3. nejvyšší soutěž.
Své domácí zápasy odehrává ve sportovní hale Česká Lípa, která má kapacitu 350 diváků.

## Soupiska
Zdroj:
Aktuální k datu: 14. září 2020
| Číslo |           | Pozice    | Hráč            |
| ----- | --------- | --------- | --------------- |
| 15    | Česko     | Brankář   | Martin Mareš    |
| 33    | Bulharsko | Brankář   | Milen Kirov     |
| 2     | Česko     | Univerzál | Filip Mančal    |
| 6     | Česko     | Univerzál | Jan Bažant      |
| 7     | Česko     | Univerzál | Matouš Kubelka  |
| 9     | Česko     | Univerzál | Tomáš Fichtner  |
| 10    | Česko     | Univerzál | Martin Švec     |
| 11    | Česko     | Univerzál | Ondřej Havrda   |
| 12    | Česko     | Univerzál | Milan Bialek    |
| 16    | Česko     | Univerzál | Radek Hanzlík   |
| 17    | Česko     | Univerzál | Pavel Caizl     |
| 20    | Česko     | Univerzál | Jonáš Klimt     |
| 21    | Česko     | Univerzál | Petr Zapletal   |
| 23    | Česko     | Univerzál | Miroslav Rott   |
| 24    | Česko     | Univerzál | Tomáš Abrham    |
| 32    | Česko     | Univerzál | Stanislav Bejda |
| 98    | Česko     | Univerzál | Leo Bužík       |

## Další informace

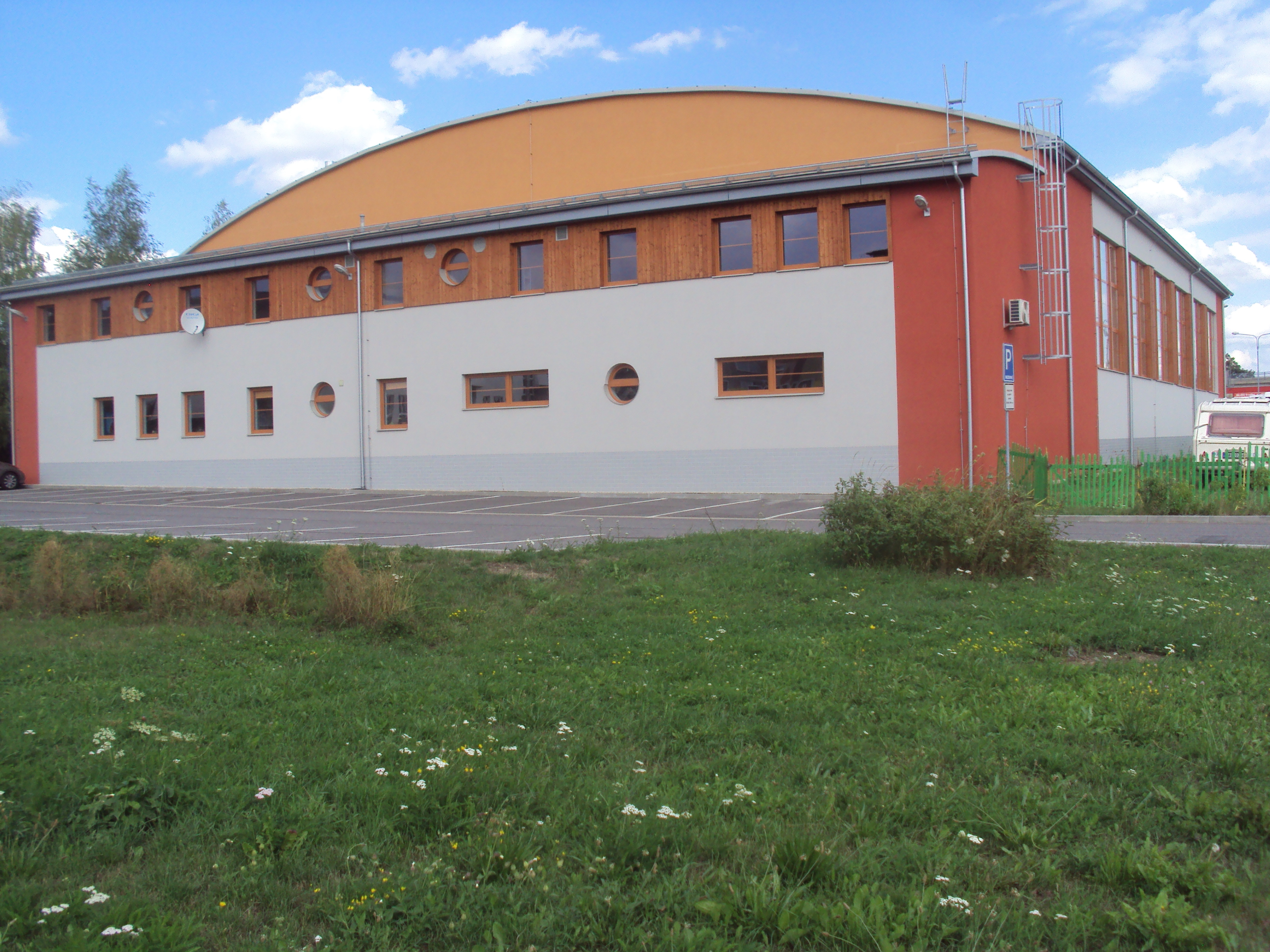
Nová hala u Kauflandu, kde Démoni hrají

- V listopadu 2012 jejich utkání přenášela Česká televize, poprvé sportovní přenos z České Lípy vůbec.[8]
- Počátkem září 2015 byl koučem týmu Karel Kruliš a prezidentem klubu Jiří Šubrt. Tito dva činovníci rozhodli, že nabídku účinkování Démonů v nejvyšší ligové soutěži přijmou.[9]

## Další týmy
- Jejich B tým hraje okresní přebor
- Ženy hrají sezonu 2012/2013 v A divizi.[10]

## Umístění v jednotlivých sezonách
Zdroj:
Legenda: Z - zápasy, V - výhry, R - remízy, P - porážky, VG - vstřelené góly, OG - obdržené góly, +/- - rozdíl skóre, B - body, červené podbarvení - sestup, zelené podbarvení - postup, fialové podbarvení - reorganizace, změna skupiny či soutěže
| Česko (2011 – ) |                     |        |    |    |   |    |     |     |      |    |       |             |
| Sezóny          | Liga                | Úroveň | Z  | V  | R | P  | VG  | OG  | +/-  | B  | P. ZČ | Play-off    |
| 2011/12         | 2. liga – sk. Západ | 2      | 22 | 14 | 3 | 5  | 109 | 82  | +27  | 45 | 1.    |             |
| 2012/13         | Chance futsal liga  | 1      | 22 | 0  | 1 | 21 | 60  | 170 | -110 | 1  | 12.   |             |
| 2013/14         | 2. liga – sk. Západ | 2      | 22 | 13 | 5 | 4  | 151 | 102 | +49  | 44 | 2.    |             |
| 2014/15         | 2. liga – sk. Západ | 2      | 22 | 16 | 1 | 5  | 152 | 91  | +61  | 49 | 2.    |             |
| 2015/16         | Chance futsal liga  | 1      | 22 | 3  | 2 | 17 | 67  | 166 | -99  | 11 | 11.   |             |
| 2016/17         | Chance futsal liga  | 1      | 22 | 7  | 2 | 13 | 48  | 85  | -37  | 23 | 10.   |             |
| 2017/18         | VARTA futsal liga   | 1      | 22 | 5  | 3 | 14 | 61  | 104 | -43  | 18 | 9.    |             |
| 2018/19         | VARTA futsal liga   | 1      | 20 | 6  | 1 | 13 | 61  | 108 | -47  | 19 | 7.    | Čtvrtfinále |
| 2019/20         | VARTA futsal liga   | 1      | 20 | 4  | 4 | 12 | 67  | 103 | -36  | 16 | 9.    | Nedohráno   |
| 2020/21         | 1. FUTSAL liga      | 1      | 22 | 2  | 2 | 18 | 61  | 113 | -52  | 8  | 12.   |             |
| 2021/22         | 1. FUTSAL liga      | 1      | 22 | 5  | 1 | 16 | 52  | 106 | -54  | 16 | 9.    |             |
| 2022/23         | 1. FUTSAL liga      | 1      | 22 | 6  | 1 | 15 | 76  | 125 | -49  | 19 | 10.   |             |

Poznámky:
- 2015/16: Česká Lípa v této sezóně obsadila sestupující jedenácté místo a měla sestoupit do druhé nejvyšší soutěže. Ovšem po odstoupení brněnského Rádia Krokodýl byla jejich prvoligová licence převedena právě na českolipský celek, díky čemuž se klub udržel v nejvyšší soutěži i pro příští sezónu.[13]